# Период (химия)
Пери́од — строка периодической системы химических элементов, последовательность атомов по возрастанию заряда ядра и заполнению электронами внешней электронной оболочки, где в каждый период входят элементы с одинаковым количеством электронных оболочек.
Периодическая система имеет семь периодов. Первый период, содержащий 2 элемента, а также второй и третий, насчитывающие по 8 элементов, называются малыми. Остальные периоды, имеющие 18 и более элементов — большими. Номер периода, к которому относится химический элемент, определяется числом его электронных оболочек (энергетических уровней).
Каждый период (за исключением первого) начинается типичным металлом (Li, Nа, К, Rb, Cs, Fr) и заканчивается благородным газом (Ne, Ar, Kr, Хе, Rn, Og), которому предшествует типичный неметалл.
В первом периоде, кроме гелия, имеется только один элемент — водород, сочетающий свойства, типичные как для металлов, так и (в большей степени) для неметаллов. У этих элементов заполняется электронами 1s-подоболочка.
У элементов второго и третьего периода происходит последовательное заполнение s- и р-подоболочек. Для элементов малых периодов характерно достаточно быстрое увеличение электроотрицательности с увеличением зарядов ядер, ослабление металлических свойств и усиление неметаллических.
Четвёртый и пятый периоды содержат декады переходных d-элементов (от скандия до цинка и от иттрия до кадмия), у которых после заполнения электронами внешней s-подоболочки заполняется, согласно правилу Клечковского, d-подоболочка предыдущего энергетического уровня.
```
1s 
2s          2p  
3s          3p  
4s       3d 4p  
5s       4d 5p
6s    4f 5d 6p  
7s    5f 6d 7p  
      6f 7d    7f

...  
```

В шестом и седьмом периоде происходит насыщение 4f- и 5f-подоболочек, вследствие чего они содержат ещё на 14 элементов больше по сравнению с 4-м и 5-м периодами (лантаноиды в шестом и актиноиды в седьмом периоде).
Вследствие различия периодов по длине и другим признакам существуют разные способы их относительного расположения в периодической системе. В короткопериодном варианте, малые периоды содержат по одному ряду элементов, большие имеют по два ряда. В длиннопериодном варианте все периоды состоят из одного ряда. Ряды лантаноидов и актиноидов обычно записывают отдельно внизу таблицы.
|                             | Малые периоды                         | Большие периоды                                                             |
| Количество элементов        | 2 или 8                               | 18 и более                                                                  |
| Распределение электронов    | заполняются только s- и р-подоболочки | заполняются также предвнешние d-подоболочки и предпредвнешние f-подоболочки |
| Изменение свойств элементов | металлические свойства быстро убывают | медленный переход от металлических свойств к неметаллическим                |

Элементы одного периода имеют близкие значения атомных масс, но разные физические и химические свойства, в отличие от элементов одной группы. С возрастанием заряда ядра у элементов одного периода уменьшается атомный радиус и увеличивается количество валентных электронов, вследствие чего происходит ослабление металлических и усиление неметаллических свойств элементов, ослабление восстановительных и усиление окислительных свойств образуемых ими веществ.